# Lista de aeroportos por país
Esta é uma lista de aeroportos, organizada por continente e país.

## América

### América Central e Caribe
- Antilhas Neerlandesas
- Bahamas
- Belize
- Costa Rica
- Cuba
- El Salvador
- Guatemala
- Haiti
- Honduras
- Jamaica
- Nicarágua
- Panamá
- República Dominicana
- Ilhas Virgens

### América do Norte
- Canadá
- Estados Unidos
- México

### América do Sul
- Argentina
- Bolívia
- Brasil
- Chile
- Colômbia
- Equador
- Guiana
- Paraguai
- Peru
- Suriname
- Uruguai
- Venezuela

## Ásia
- Lista de aeroportos da Arábia Saudita
- Lista de aeroportos do Cazaquistão
- Lista de aeroportos da China
- Lista de aeroportos da Coreia do Sul
- Lista de aeroportos nas Filipinas
- Lista de aeroportos da Índia
- Lista de aeroportos da Indonésia
- Lista de aeroportos do Japão
- Lista de aeroportos do Paquistão
- Lista de aeroportos da Malásia
- Lista de aeroportos da Mongólia
- Lista de aeroportos de Singapura
- Lista de aeroportos da Tailândia
- Lista de aeroportos da Turquia
- Lista de aeroportos do Vietnã

## Europa
- Lista de aeroportos da Alemanha
- Áustria
- Dinamarca
- Espanha
- Finlândia
- França
- Grécia
- Itália
- Islândia
- Noruega
- Países Baixos
- Portugal
- Reino Unido
- Rússia
- Suécia
- Suíça

## Oceania
- Austrália
- Nova Zelândia